# Oskar Ehm
Oskar Eugen Ehm (* 26. Juli 1858 in Danzig; † 24. Februar 1929 ebenda) war ein deutscher Bauunternehmer und Politiker (DNVP).
Ehm besuchte die Petri- und die Gewerbeschule bis zur 1. Klasse. 1876 bis 1877 machte er eine Maurerlehre, arbeitete dann als Geselle und wurde am 1. Oktober 1878 Baugewerksmeister. Ab Oktober 1878 leistete er Militärdienst als Einjährig-Freiwilliger im Pionier-Bataillon Fürst Radziwill und schied als Unteroffizier aus dem Dienst aus.
Herbst 1879 bis 1880 besuchte er die Bauakademie in Berlin und arbeitete dann als Bauführer in der Stadtverwaltung Thorn. 1882 bis 1884 war er als Baumeister für die Steinkohlewerke Oelsnitz/Lagau i. E. tätig und kehrte dann nach Danzig zurück, wo er ein Baugeschäft gründete, das er bis 1904 leitete. Daneben war er als Bauleiter und Sachverständiger tätig. 1885 wurde er Reserveoffizier und 1894 Oberleutnant der Reserve.
1905 bis 1919 war er Stadtverordneter in Danzig. In der Freien Stadt Danzig schloss er sich der DNVP an und war für diese 1923 bis 1927 Mitglied im Volkstag.